# Úmar ibn Hafs al-Muhal·labí
Abu-Jàfar Úmar ibn Hafs ibn Uthman ibn Qabissa ibn Abi-Sufra al-Muhal·labí al-Azdí al-Qahtaní (àrab: أبو جعفر عمر بن حفص بن عثمان بن قبيصة بن أبي صفرة المهلبي الأزدي القحطاني, Abū Jaʿfar ʿUmar b. Ḥafṣ b. ʿUṯmān b. Qabīṣa b. Abī Ṣufra al-Muhallabī al-Azdī al-Qaḥṭānī) o, més senzillament, Úmar ibn Hafs al-Muhal·labí, àlies Hazàrmard (àrab: هزارمد, Hazārmard), fou un membre de la família dels muhal·làbides.
Es va unir als haiximites (abbàssides) probablement al Khurasan. Fou governador de Bahrayn sota el califa Abu-l-Abbàs as-Saffah i després a Bàssora encara amb el mateix califa i amb el següent al-Mansur. El 760 at-Tabarí diu que fou el primer muhal·làbida a governar l'Índia (probablement Multan) fins al 768, i va protegir el fill d'an-Nafs az-Zakiyya (moment en què hauria substituït el color negre de la bandera pel color blanc). El 768 fou enviat com a governador a Ifríqiya. Vers el 770 va encarregar el govern al seu parent Habib ibn Habib al-Muhal·labí (fill d'Habib ibn al-Muhàl·lab, governador del Sind) i va morir un temps després (vers 771) en lluita contra els ibadites d'Abu-Hàtim Yaqub ibn Labib al-Kharijí, imam de Tripolitana. El van succeir una sèrie de governadors de la família.